# Yinon Eliyahu
Yinon Eliyahu (in ebraico ינון אליהו‎?; Gerusalemme, 1º novembre 1993) è un calciatore israeliano, centrocampista dell'Hapoel Haifa.

## Carriera
Ha giocato nella massima serie israeliana.

## Statistiche

### Presenze e reti nei club
Statistiche aggiornate al 12 giugno 2021.
| Stagione                 | Squadra                  | Campionato               | Campionato | Campionato | Coppe nazionali | Coppe nazionali | Coppe nazionali | Coppe continentali | Coppe continentali | Coppe continentali | Altre coppe | Altre coppe | Altre coppe | Totale | Totale |
| Stagione                 | Squadra                  | Comp                     | Pres       | Reti       | Comp            | Pres            | Reti            | Comp               | Pres               | Reti               | Comp        | Pres        | Reti        | Pres   | Reti   |
| ------------------------ | ------------------------ | ------------------------ | ---------- | ---------- | --------------- | --------------- | --------------- | ------------------ | ------------------ | ------------------ | ----------- | ----------- | ----------- | ------ | ------ |
| 2014-2015                | Maccabi Herzliya         | LL                       | 29         | 1          | CI              | 1               | 0               |                    | -                  | -                  |             | -           | -           | 30     | 1      |
| 2015-gen. 2016           | Maccabi Herzliya         | LL                       | 4          | 0          | CI              | 0               | 0               |                    | -                  | -                  |             | -           | -           | 4      | 0      |
| Totale Maccabi Herzliya  | Totale Maccabi Herzliya  | Totale Maccabi Herzliya  | 33         | 1          |                 | 1               | 0               |                    | -                  | -                  |             | -           | -           | 34     | 1      |
| gen.-ago. 2016           | Hapoel Katamon G.        | LL                       | 13         | 2          | CI              | 0               | 0               |                    | -                  | -                  |             | -           | -           | 13     | 2      |
| 2016-2017                | Hapoel Katamon G.        | LL                       | 31         | 0          | CI              | 0               | 0               |                    | -                  | -                  |             | -           | -           | 31     | 0      |
| Totale Hapoel Katamon G. | Totale Hapoel Katamon G. | Totale Hapoel Katamon G. | 44         | 2          |                 | 0               | 0               |                    | -                  | -                  |             | -           | -           | 44     | 2      |
| 2017-2018                | Hapoel Akko              | LhA                      | 21         | 0          | CI+TC           | 2+4             | 0               |                    | -                  | -                  |             | -           | -           | 27     | 0      |
| 2018-2019                | Hapoel Akko              | LL                       | 29         | 3          | CI              | 2               | 0               |                    | -                  | -                  |             | -           | -           | 31     | 3      |
| Totale Hapoel Akko       | Totale Hapoel Akko       | Totale Hapoel Akko       | 50         | 3          |                 | 8               | 0               |                    | -                  | -                  |             | -           | -           | 58     | 3      |
| 2019-2020                | Hapoel Ramat Gan         | LL                       | 24         | 4          | CI              | 0               | 0               |                    | -                  | -                  |             | -           | -           | 24     | 4      |
| 2020-2021                | Maccabi Petah Tiqwa      | LhA                      | 32         | 1          | CI+TC           | 2+4             | 0               |                    | -                  | -                  |             | -           | -           | 38     | 1      |
| Totale carriera          | Totale carriera          | Totale carriera          | 183        | 11         |                 | 15              | 0               |                    | -                  | -                  |             | -           | -           | 198    | 11     |